# Глубина погружения подводной лодки

Зависимость радиуса обнаружения от глубины погружения ПЛ. Самолет обнаруживает лодку у поверхности (прерывистые линии), но не обнаруживает лодку на глубине (при h < h', имеем R > R')

Глубина погружения подводной лодки — важнейшая тактическая характеристика и основной параметр подводной лодки, определяющий её возможности действий под водой, скрытность и неуязвимость. Чем выше глубина погружения, тем меньше вероятность обнаружения подводной лодки и поражения её соответствующим противолодочным оружием. Глубина определяется характеристиками прочного корпуса подводной лодки, а также сложностью и габаритами системы погружения и всплытия.

## Параметры глубины
Экипаж подводной лодки может подвергнуться серьёзным физиологическим проблемам, если давление воздуха внутри будет равняться давлению воды снаружи корпуса: при высоком давлении кислород станет токсичным и опасным. Поэтому если внутри поддерживается нормальное атмосферное давление, корпус должен выдерживать любую силу давления, создаваемую толщей воды — намного большую, чем атмосферное давление — и избегать возникновения остаточных деформаций. Давление воды снаружи возрастает с глубиной, а следовательно, вероятность возникновения деформаций также возрастает. На каждые 10 метров погружения давление возрастает на одну атмосферу (100 кПа), отсюда давление будет составлять 31 атмосферу (учитывая давление на поверхности) на глубине 300 метров.

### Перископная глубина

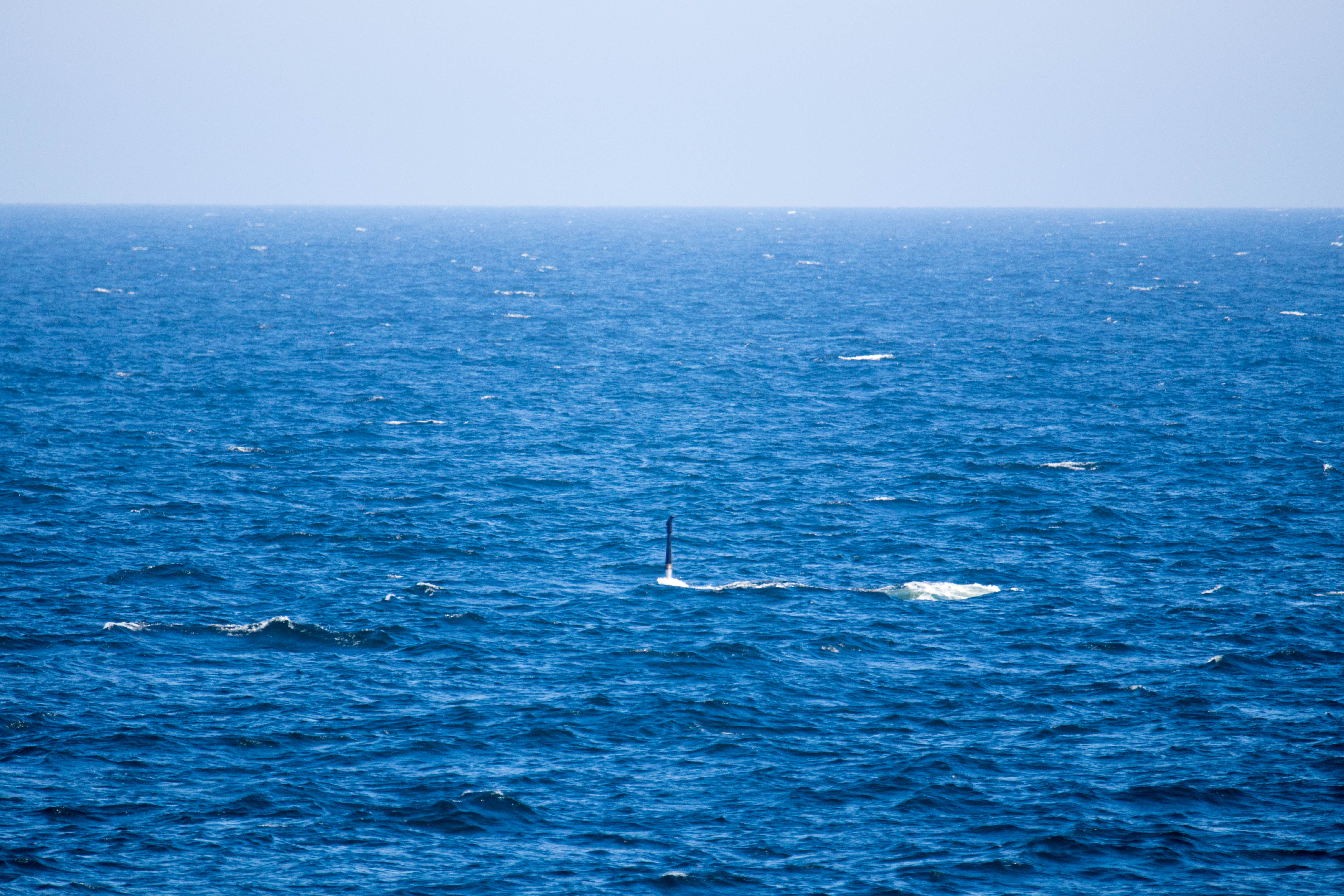
Подводная лодка на перископной глубине, вид с поверхности воды.

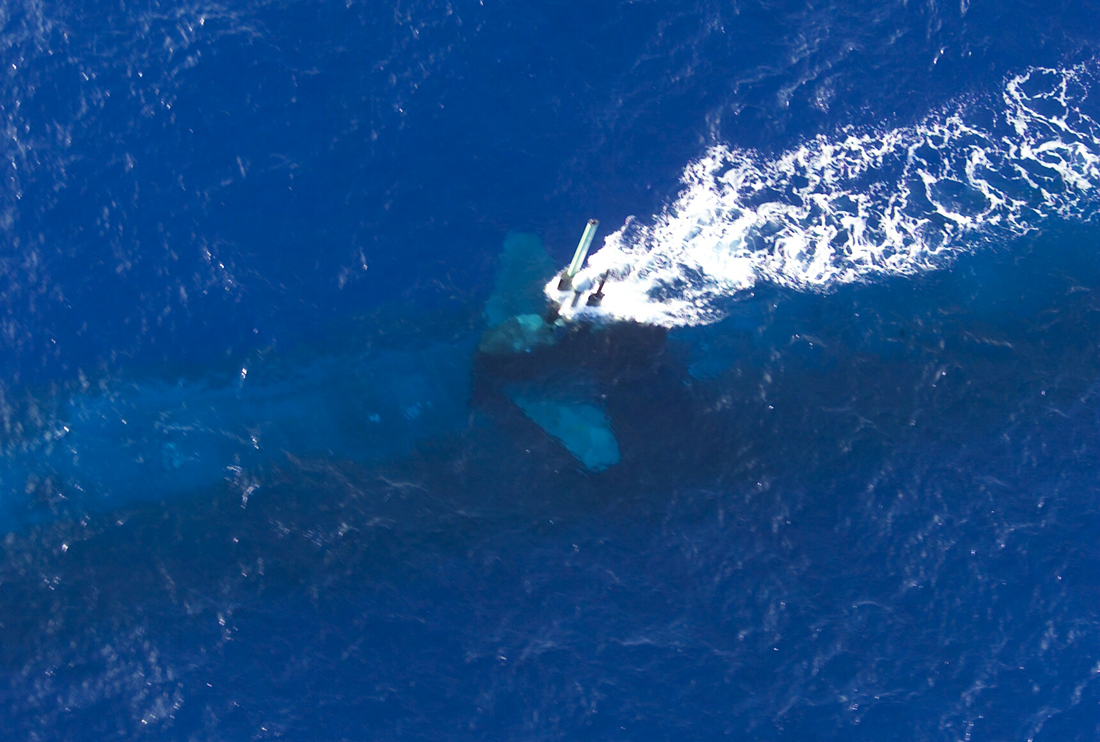
Подводная лодка на перископной глубине. Вид с вертолёта.

Перископная глубина погружения (англ. periscope depth) — глубина погружения, на которой возможно использование перископа подводной лодки для наблюдения за обстановкой на поверхности воды. Как правило, для использования на перископной глубине рассчитаны и остальные выдвижные устройства подводных лодок, такие, как шноркель, навигационные комплексы, антенны радиосвязи. Исторически перископная глубина определялась длиной выдвижной части перископа и постепенно увеличивалась до 8-15 метров во второй половине XX века.

### Испытательная глубина
Испытательная глубина погружения (англ. test depth) — глубина, на которой подводная лодка может без ограничений находиться в обычных мирных условиях. Она определяется на ходовых испытаниях подводной лодки. Согласно требованиям ВМС США, эта глубина должна составлять две трети от проектной глубины, согласно требованиям ВМС Великобритании — 4/7 от проектной глубины, согласно требованиям ВМС Германии — ровно половину от проектной глубины.

### Рабочая глубина
Рабочая глубина или Максимальная оперативная глубина (англ. maximum operating depth) — максимальная глубина, длительное пребывание на которой не нарушает работы систем и устройств подводной лодки. Как правило, составляет 80—85% предельной глубины погружения.
Увеличение рабочей глубины подводных лодок являлось насущной проблемой для кораблестроителей XX века, так как напрямую влияло на скрытность и живучесть подводных лодок. Прогресс в этой области напрямую зависел от прогресса в создании высокопрочных материалов и технологий их обработки. От обычных конструкционных сталей корабелы перешли к высокопрочным сталям, а в СССР — ещё и к титановым сплавам, превосходящим любую сталь как по удельной прочности, так и по стоимости.
В начале XX века и в Первой мировой войне рабочая глубина большинства подводных лодок составляла 30-50 метров, во Второй мировой войне рабочие глубины выросли до 200 метров. Первые атомные подводные лодки проектировались для работы на глубине в 300 метров. В СССР увеличение глубины было одним из главных приоритетов, вследствие чего К-278 «Комсомолец» в 1985 году установила действующий рекорд глубины погружения подводных лодок в 1027 метров.
Достоверно известно, что американские подводные лодки типа «Трешер» имели рабочую глубину погружения 1300 футов (около 400 метров). Рабочая глубина погружения подводных лодок типа «Сивулф» официально составляет «более 800 футов», предположительно вдвое больше этой величины (порядка 480 метров).

### Расчётная глубина
Расчётная глубина (проектная глубина, англ. design depth) — номинальная глубина, указываемая в тактико-технических требованиях к подводной лодке. На её основе конструкторское бюро рассчитывает толщину металлического корпуса, водоизмещение субмарины и прочие параметры. Поскольку конструкторы в свои расчёты включают коэффициенты запаса прочности, расчётная глубина всегда меньше предельной глубины. Отношение предельной глубины к расчётной называют коэффициентом безопасности, обычно этот коэффициент равен составляет от 1,4 до 2,2.

### Предельная глубина

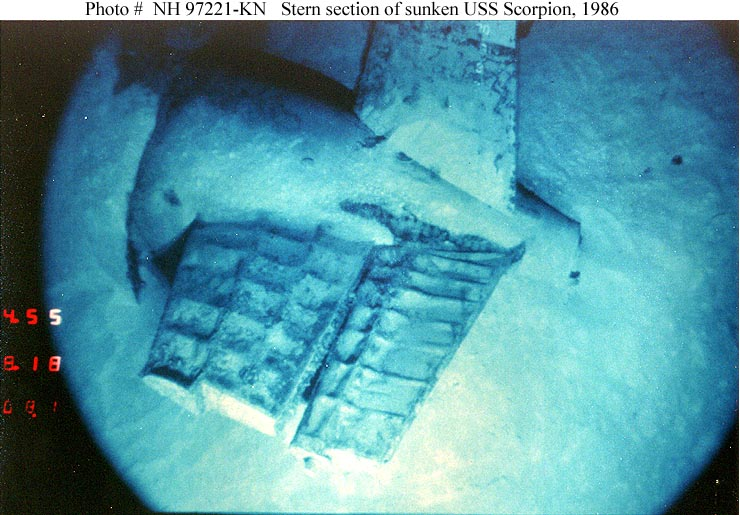
Хвостовая оконечность провалившейся за предельную глубину (и погибшей) USS Scorpion (SSN-589) с ясно видимыми деформациями от избыточного давления. Глубина более 3000 метров.

Предельная глубина (англ. crush depth) — максимальная глубина, погружение на которую не сопровождается остаточными деформациями прочного корпуса подводной лодки. Предельная глубина вычисляется конструкторами, но не всегда является точной. В официальных отчётах Второй мировой войны нередко сообщалось, что подлодки при достижении «предельной глубины» вынуждены были откачивать воду и затем успешно всплывали: предполагается, что авторы отчётов могли перепутать предельную глубину с испытательной.